# Melchor Ocampo (Estado de México)
Melchor Ocampo é um município do estado do México, no México. A sua cabecera municipal e sede do governo é Tlaxomulco.